# Voievodivka, Sieverodonețk
Voievodivka (în ucraineană Воєводівка) este un sat în așezarea urbană Sîrotîne din orașul regional Sieverodonețk, regiunea Luhansk, Ucraina.

## Demografie
Componența lingvistică a localității Voievodivka
     Ucraineană (73,23%)
     Rusă (26,77%)
Conform recensământului din 2001, majoritatea populației localității Voievodivka era vorbitoare de ucraineană (73,23%), existând în minoritate și vorbitori de rusă (26,77%).